# Ley del máximum general
La ley del máximum general (en lengua francesa loi du maximum général) fue una ley promulgada durante la fase más radical de la Revolución francesa que instituyó un máximo para precios, salarios y beneficios.
En una primera formulación, la votada el 4 de mayo de 1793, se estableció la tasa del precio de los productos de primera necesidad, como por ejemplo, el grano, para cada administración de departamento, en función del precio medio de los primeros meses del año y la situación de las reservas; así como visitas domiciliarias a cargo de los ayuntamientos y el derecho de requisa para aprovisionar los mercados de su circunscripción. Ante las reticencias de los dirigentes departamentales a la hora de aplicar la ley, se votó una segunda ley el 29 de septiembre de 1793 por la Convención Nacional.

## Precedentes
Los intentos de regular la vida económica y fijar precios máximos son muy antiguos. Diocleciano había proclamado un Edicto sobre Precios Máximos en el año 301. El concepto de precio justo era esencial en el pensamiento económico medieval. Mucho más recientemente, el sistema económico del mercantilismo propio del Antiguo Régimen era esencialmente un conjunto de medidas de intervencionismo estatal en economía, entre las que estuvo la fijación de los precios; especialmente la tasa del grano, cuya abolición era el propósito de las nuevas teorías económicas fisiócratas y liberales del siglo XVIII (y cuya aplicación en España -decreto de 1765- produjo el motín de Esquilache -1766-). Antes de la generalización de las nuevas ideas, con la Revolución liberal y el establecimiento de una sociedad industrial que reflejara los intereses de la nueva clase dominante (la burguesía) en el siglo XIX, el mantenimiento de un precio de los alimentos asequible para la mayoría de la población pobre era generalmente considerada una responsabilidad de las autoridades, en un concepto implícito en las reivindicaciones populares expresadas en motines de subsistencia y que E.P. Thompson ha denominado la economía moral de la multitud.
En el contexto de la Revolución francesa, que se había iniciado en 1789 en medio de las protestas populares por la carestía del pan, de la que se responsabilizaba al propio rey y a la reina (motejados como el panadero y la panadera); desde el 27 de septiembre de 1792 el ayuntamiento de París había fijado un máximum de precio para ciertos productos que podían venderse en esa ciudad. El 4 de mayo de 1793, la Convención extendió esta medida al conjunto del país con la loi du maximum (ley del máximum) para granos y harinas.
El 26 de julio de 1793, la Convention votó, a instancias de Jean-Marie Collot d'Herbois, un decreto contra los acaparadores de géneros de primera necesidad, amenazándoles con la pena de muerte y confiscación de bienes. El 19 de agosto se extendió el máximum a los combustibles. El 11 de septiembre, el precio del grano tasado fue unificado en toda Francia en 14 libras el quintal, más el coste de transporte.

## Ley de 29 de septiembre de 1793
Enfrentados a la crisis de subsistencias, más o menos constante durante toda la Revolución, y al alza vertiginosa de los precios a causa de la devaluación de los asignados (assignats, papel moneda), los sans-culottes parisinos, dirigidos por los enragés y los hebertistas, impusieron a la Convención una nueva ley, que fijaba también máximos para la carne fresca y salada, tocino, mantequilla, aceite, ganado, pescado salado, vino, aguardiente, vinagre, sidra, cerveza, madera de calefacción, carbón, velas, aceite de quemar, sal, sosa, jabón, potasa, azúcar, miel, papel blanco, cuero, hierro, plomo, acero, cáñamo, lino, lana, tejidos, materias primas necesarias para las fábricas, zapatos, colza, coles y tabaco; y bloqueaba los salarios prohibiendo su rebaja. Todo ello con el propósito de remediar la profunda crisis económica en que se hallaba la Francia revolucionaria, que al mismo tiempo estaba sometida a una difícil coyuntura bélica.
Variable según las regiones, el máximum para los géneros de primera necesidad era en general mayor en un tercio a los precios corrientes en 1790. En cuanto al máximum de los salarios, era en una mitad superior a los de 1790. Según la ley, toda persona que vendiera o comprara por mayor precio del máximum se veía amenazada con ver inscrito su nombre en una lista prevista en la ley de los sospechosos (loi des suspects).

## Prolongación y resultados
El 4 de ventoso del año II (22 de febrero de 1794), un tercer decreto fijó la ejecución del decreto de 29 de septiembre, así como el máximum de precio de transporte desde el lugar de producción y los beneficios de los comerciantes al por mayor y al por menor.·
Esta tentativa de establecimiento de una economía dirigida por parte de un gobierno produjo efectos contrarios a los fines buscados. 
Los campesinos procuraban ocultar sus excedentes, que desviaban a especuladores que se precipitaban a adquirir todo lo que podían, acaparando y ocultándolo a su vez; resultando una escasez artificial y una penuria sin precedentes, agravada por el hecho de que el bloqueo de los salarios era mucho más fácil de aplicar. Las ciudades organizaron racionamientos, así como sistemas de delación, mientras que la Convención tomó medidas draconianas para imponer como medio de pago aceptado los asignados, cada vez menos atractivos.
Convertir las prácticas de subida de precios y ocultamiento de mercancías (especialmente alimentos) en un crimen contra el gobierno tuvo un éxito muy limitado, y en lo que respecta a su pretendido efecto beneficioso sobre el suministro de comida a precios razonables, fue un fracaso. Algunos comerciantes se vieron obligados a vender productos por debajo del coste de producción, lo que les incitaba a ocultarlos y derivarlos hacia el mercado negro. No obstante, en lo que sí tuvo éxito la ley del máximum general fue en desviar un asunto político sensible fuera del Comité de Salud Pública y la figura de Maximiliano Robespierre, permitiéndoles dedicarse más a fondo a su propia y ambiciosa agenda política.
A la larga, el maximum demostró ser un asunto demasiado controvertido, difícil de implantar e impopular entre gran parte del pueblo francés; incluso convirtió a los guillotinados como consecuencia de la represión en verdaderos héroes simbólicos que demostraban la tiranía del Terror, lo que contribuyó a la caída de Robespierre y su gobierno en julio de 1794. El 9 de thermidor, el alcalde de París, Jean-Baptiste Fleuriot-Lescot, solicitó refuerzos armados al temer manifestaciones hostiles con ocasión de la fiesta en honor de Bara y de Viala, prevista para el día siguiente. La section des Gravilliers, dominada por los hebertistas, sostenía la Convención contra la Comuna, declarada en abierta insurrección. El 10 de thermidor una multitud rodeó a Robespierre mientras llegaba a la tribuna, quejándose del máximo rigor con que se había decidido aplicar el máximum de salarios (decisión tomada el 17 de messidor -5 de julio- y publicada el 5 de thermidor -23 de julio-).

## Abandono del máximum
Con la reacción thermidoriana que trajo la victoria de los moderados sobre los radicales, se volvió a la libertad económica, entre agosto y diciembre de 1794. El 24 de diciembre de 1794 la nueva Convención votó un decreto que abolía el maximum. Esta medida permitió la renovación del comercio exterior pero, dada su brusquedad, contribuyó a un gran aumento de precios, y junto al descenso del valor de los asignados (por un aumento vertiginoso de las emisiones), llevó a la bancarrota.
La historiografía se ha beneficiado de la publicación de los tableaux des maximum, fuente inestimable para historia económica y de la alimentación, así como para el inventario del patrimonio culinario de Francia.